# Паксе
Паксѐ (на лаоски: ປາກເຊ) е град в Лаос. Разположен на река Меконг, градът е административен център на провинция Тямпасак. През 2012 г. градът има 108 079 жители. Това е вторият по големина град в Лаос след столицата Виентян.

## История
Паксе е основан през 1905 г. от френски колониалисти. Градът е столица на Кралство Тямпасак до 1946 г., когато то се слива с Кралство Лаос. През 2000 г. с помощ от Япония е построен мост над р. Меконг при Паксе, дълъг 1,4 km. През 2009 г. е отворено международното летище Паксе.

## Икономика
Географското местоположение на Паксе (близо до Тайланд, Виетнам и Камбоджа) е превърнало града в голям център на търговията. Построяването на моста допълнително допринася за развиването на търговските връзки от 2000 г. насам. Основното производство в града е свързано с добива и преработката на кафе.

## Туризъм
Паксе расте изключително бързо като туристическа дестинация. Годишният брой на туристите през 2006 г. е 113 684 души, а през 2013 г. той е вече 493 180.

## Климат
Климатът в Паксе е тропичен саванен. Температурите са високи целогодишно, а мусонният сезон е от април до октомври.
| Климатични данни за Паксе              | Климатични данни за Паксе | Климатични данни за Паксе | Климатични данни за Паксе | Климатични данни за Паксе | Климатични данни за Паксе | Климатични данни за Паксе | Климатични данни за Паксе | Климатични данни за Паксе | Климатични данни за Паксе | Климатични данни за Паксе | Климатични данни за Паксе | Климатични данни за Паксе | Климатични данни за Паксе |
| Месеци                                 | яну.                      | фев.                      | март                      | апр.                      | май                       | юни                       | юли                       | авг.                      | сеп.                      | окт.                      | ное.                      | дек.                      | Годишно                   |
| Абсолютни максимални температури (°C)  | 36,7                      | 37,8                      | 37,8                      | 39,4                      | 38,3                      | 35,0                      | 33,9                      | 34,4                      | 34,4                      | 35,0                      | 34,4                      | 35,0                      | 39,4                      |
| Средни максимални температури (°C)     | 31,0                      | 32,7                      | 34,4                      | 34,8                      | 32,9                      | 31,0                      | 30,4                      | 30,1                      | 30,3                      | 30,8                      | 30,5                      | 30,2                      | 31,6                      |
| Средни температури (°C)                | 23,2                      | 27,0                      | 29,7                      | 29,3                      | 28,1                      | 26,7                      | 26,7                      | 26,5                      | 27,3                      | 26,3                      | 25,5                      | 22,4                      | 26,6                      |
| Средни минимални температури (°C)      | 16,3                      | 21,4                      | 24,5                      | 24,9                      | 24,9                      | 23,9                      | 24,1                      | 24,3                      | 23,7                      | 22,9                      | 22,4                      | 19,7                      | 22,8                      |
| Абсолютни минимални температури (°C)   | 8,3                       | 13,3                      | 12,8                      | 20,0                      | 21,7                      | 21,7                      | 21,7                      | 21,7                      | 20,0                      | 16,7                      | 13,9                      | 8,9                       | 8,3                       |
| Средни месечни валежи (mm)             | 2,0                       | 7,9                       | 19,8                      | 75,7                      | 223,1                     | 420,0                     | 383,2                     | 523,9                     | 297,5                     | 99,6                      | 19,3                      | 2,8                       | 2074,8                    |
| -------------------------------------- | ------------------------- | ------------------------- | ------------------------- | ------------------------- | ------------------------- | ------------------------- | ------------------------- | ------------------------- | ------------------------- | ------------------------- | ------------------------- | ------------------------- | ------------------------- |
| Източник: NOAA, Deutscher Wetterdienst |                           |                           |                           |                           |                           |                           |                           |                           |                           |                           |                           |                           |                           |